# Erika Böhm-Vitense
Erika Helga Ruth Böhm-Vitense (Curau, 3 de juny de 1923 – Seattle, 21 de gener de 2017) va ser una astrònoma estatunidenca d'origen alemany. Va ser coneguda pels seus estudis de les cefeides variables i l'atmosfera estel·lar.
Es va doctorar a la Universitat de Kiel el 1951, amb una tesi sobre els coeficients d'absorció contínua en funció de la pressió i la temperatura al sol i una quadrícula de models d'atmosfera estel·lar. Va ser guardonada amb el premi a la millor tesi de doctorat de la universitat aquell curs, i s'hi va quedar com a assistent de recerca.
Un cop casada amb l'astrònom Karl-Heinz Böhm, van estar un any a l'Observatori Lick i a la Universitat de Califòrnia a Berkeley, on va col·laborar amb Otto Struve. Després es van incorporar a la Universitat de Washington l'any 1968, ell amb un nomenament permanent i ella com a associada a la universitat.
Entre 1989 i 1992, la doctora Böhm-Vitense va publicar Introduction to Stellar Astrophysics. El seu model de convecció a l'atmosfera solar va ser usat durant dècades per modelar les atmosferes de diferents tipus d'estrelles.

## Premis
Les seves investigacions van ser àmpliament reconegudes:
- El 1965 va rebre el premi Annie Jump Cannon en astronomia, atorgat anualment per la Societat Astronòmica Americana.[2]
- La dècada de 1980 fou escollida membre de l'Associació Americana per a l'Avenç de la Ciència.[2]
- El 2003 va rebre la medalla Karl Schwarzschild de la Societat Astronòmica d'Alemanya.[3]